# ميلتون برادلي
ميلتون برادلي (بالإنجليزية: Milton Bradley)‏ هو كاتب أمريكي، ولد في 8 نوفمبر 1836 في مين في الولايات المتحدة، وتوفي في 30 مايو 1911 في سبرينغفيلد في الولايات المتحدة بسبب مرض.

## وصلات خارجية
- ميلتون برادلي على موقع إن إن دي بي (الإنجليزية)